# گاونلاک
گاونلاک (به انگلیسی: Govenlock) یک منطقهٔ مسکونی در کانادا است که در ساسکاچوان واقع شده‌است. گاونلاک ۰٫۰۰ کیلومتر مربع مساحت و ۰ نفر جمعیت دارد.